# Vesperus jertensis
Vesperus jertensis là một loài bọ cánh cứng trong họ Cerambycidae.